# Kleine Nemo
Kleine Nemo: Avonturen in Dromenland (Engels: Little Nemo: Adventures in Slumberland) is een Japans-Amerikaanse animatiefilm uit 1989. Het verhaal van de film is gebaseerd op het gelijknamige stripboek van Winsor McCay.

## Verhaal
Op een onvergetelijke nacht wordt Nemo in zijn dromen uitgenodigd door de koning van Dromenland als officieel speelkameraadje voor de prinses van Dromenland. De koning schenkt Nemo zijn troon en de speciale sleutel waarmee alle deuren in Dromenland geopend kunnen worden. Nemo moet de koning wel beloven dat hij één deur nooit zal openen. Maar de ondeugende Flip, een nieuw kameraadje van Nemo, weet hem over te halen de deur toch te openen. Dit heeft rampzalige gevolgen: de nachtmerriekoning komt vrij en ontvoert de koning naar Nachtmerrieland.

## Rolverdeling
| Acteur          | Personage          | Engelse stem     | Nederlandse stem |
| --------------- | ------------------ | ---------------- | ---------------- |
| Takuma Gono     | Nemo               | Gabriel Damon    | Jody Pijper      |
| ?               | Icarus             | Danny Mann       | Jan Nonhof       |
| Chikao Ōtsuka   | Flip               | Mickey Rooney    | Frits Lambrechts |
| Koichi Kitamura | Professor Genie    | René Auberjonois | Wim van Rooij    |
| Hiroko Kasahara | Prinses Camille    | Laura Mooney     | Liz Snoijink     |
| Kenji Utsumi    | Koning Morpheus    | Bernard Erhard   | Jan Wegter       |
| Taro Ishida     | Nachtmerrie Koning | Bill Martin      | Wim van Rooij    |
| Keiichi Nanba   | Bloeps             | Alan Oppenheimer | Michiel Kerbosch |
| Hiroshi Otake   | Bloepsa            | Neil Ross        | Kees van Lier    |
| Kōzō Shioya     | Bloepse            | Sidney Miller    | Guido Jonckers   |
| Hiroko Emori    | Bloepsie           | Michael Bell     | Lucas Dietens    |
| Masaharu Sato   | Bloepso            | John Stephenson  | Lucas Dietens    |
| Tessho Genda    | Nemo's Vader       | Greg Burson      | Kees van Lier    |
| Mari Yokoo      | Nemo's Moeder      | Jennifer Darling | Patty Paff       |